# Raalte
Raalte  è un comune olandese di 36 791 abitanti situato nella provincia di Overijssel.